# Nite Flights (canción)
«Nite Flights» es una canción escrita por el músico estadounidense Scott Walker. Fue grabada y publicada por primera vez por el grupo estadounidense de pop The Walker Brothers como la tercera canción del álbum de 1978, Nite Flights.

## Versión de David Bowie

### Antecedentes
«Nite Flights» fue versionada por primera vez por el músico británico David Bowie en 1993 para su álbum Black Tie White Noise. Al igual que las demás canciones del álbum, «Nite Flights» utiliza sonidos electrónicos pesados, incluyendo baterías electrónicas y múltiples sintetizadores.
Bowie era un gran admirador del álbum, y lo escuchó por primera vez mientras grababa Lodger en 1979. Musicalmente, Pegg lo describe como una “fusión de eurodisco/jazz-funk” evocadora de la Trilogía de Berlín, mientras que líricamente es anterior al contenido que se encuentra en Outside. Buckley eligió la versión y lo describió como “el mejor momento musical de Bowie en una década”.

### Versiones en vivo
- Una versión grabada en 1995 durante la gira de Outside Tour fue publicada como parte del álbum en vivo Ouvrez le Chien (Live Dallas 95).[8]

### Créditos
Créditos adaptados desde las notas del álbum.
- David Bowie – voz principal y coros, saxofón
- Reeves Gabrels – guitarra
- Barry Campbell, John Regan – bajo eléctrico
- Richard Hilton, Dave Richards, Philippe Saisse, Richard Tee – teclado
- Poogie Bell, Sterling Campbell – batería

## Versión de The Fatima Mansions

### Antecedentes
«Nite Flights» fue grabada por el grupo estadounidense de art rock The Fatima Mansions en 1994 para su álbum Lost in the Former West. También fue publicado como sencillo en el Reino Unido a través de Kitchenware Records.

### Lista de canciones
| Kitchenware Records – SKCD 68 |                                 |          |  |
| N.º                           | Título                          | Duración |  |
| 1.                            | «Nite Flights»                  | 3:49     |  |
| 2.                            | «As I Washed The Blood Off»     | 5:02     |  |
| 3.                            | «Diamonds, Fur Coat, Champagne» | 3:28     |  |
| 4.                            | «It's So Cold... I Think»       | 5:24     |  |